# Ainars Bagatskis
Ainars Bagatskis (* 29. März 1967 in Riga, Lettische Sozialistische Sowjetrepublik) ist ein lettischer Basketballtrainer und ehemaliger -spieler. In der Saison 2018/19 war er bis Januar 2019 als Cheftrainer des deutschen Bundesligisten Brose Bamberg.

## Spieler
Seine Spielerkarriere begann Bagatskis 1985 bei VEF Riga und beendete diese im Jahr 2006 beim BK Barons Rīga. In der Saison 2005/06 amtierte bei der Mannschaft als Spielertrainer.
Er wurde mit ASK Riga 1994, 1997 und 1998 sowie mit BK Ventspils 2002 und 2003 lettischer Meister. 2004 gewann er im Nachbarland Litauen mit Žalgiris Kaunas den Meistertitel.
Bagatskis wurde 1997/98 sowie 2001/02 als bester Spieler der Saison in der lettischen Liga ausgezeichnet. Er erzielte teils sehr hohe Punktmittelwerte, unter anderem 36,5 Punkte je Begegnung (Saison 1991/92 in der lettischen Liga).
Als Mitglied der lettischen Nationalmannschaft nahm der 1,97 Meter große Bagatskis an den Europameisterschaftsendrunden 1993, 1997, 2001 und 2003 teil.
Während seiner Laufbahn stand er bei folgenden ausländischen Vereinen unter Vertrag: Gimle Basket (Norwegen, 1992/93), Ericsson Bobry Bytom (Polen, 1998/99), Hoop Pekaes Pruszków (Polen, 1999/2000), Jeanne d’Arc Dijon Bourgogne (Frankreich, 2000/01), Jevraz Jekaterinburg (Russland, 2003), Žalgiris Kaunas (Litauen, 2004).

## Trainer
Bagatskis begann seine Karriere als Trainer im Jahr 2005 als Spielertrainer beim BK Barons Rīga. Ende März 2006 wechselte er als Trainer zu Žalgiris Kaunas und wurde mit der Mannschaft im selben Jahr litauischer Meister. Im Dezember 2006 endete seine Amtszeit bei Žalgiris bereits wieder. Es folgten Tätigkeiten bei BK Valmiera in seinem Heimatland, bei BK Jenissei Krasnojarsk (Russland), BK Sochumi (Georgien), SC Kryvbas (Ukraine), ehe er 2012 zu BK Budiwelnyk Kiew ging. Mit der Hauptstadtmannschaft wurde Bagatskis 2013 und 2014 ukrainischer Meister.
Von 2014 bis 2016 war er als Trainer der russischen Mannschaft BK Nischni Nowgorod im Amt. 2015 erreichte er mit Nowgorod in der Euroleague die Runde der besten 16 Mannschaften. Hernach war er mit dem Beginn der Saison 2016/17 Assistenztrainer von David Blatt bei Darüşşafaka SK Istanbul. Im Dezember 2016 trat Bagatskis das Traineramt bei Maccabi Tel Aviv an. Er erhielt einen Vertrag bis zum Ende der Saison 2016/17. Bagatskis führte Maccabi zum Gewinn des israelischen Pokalwettbewerbs.
Ab Sommer 2018 war er Trainer von Brose Bamberg in der deutschen Basketball-Bundesliga. Am 13. Januar 2019 wurde er nach einer 67:85-Heimniederlage gegen den Aufsteiger Rasta Vechta entlassen. Er ging in die Ukraine zurück und betreute dort von 2019 bis 2022 Kiew Basket.
Im Dezember 2022 wurde Bagatskis Trainer von CSO Voluntari in Rumänien. 2025 gewann er mit Voluntari den rumänischen Pokalwettbewerb sowie den europäischen Wettbewerb European North Basketball League. Zur Saison 2025/26 wechselte er nach Polen zu Śląsk Wrocław.

### Nationaltrainer
Von 2011 bis 2017 betreute Bagatskis die lettische Basketballnationalmannschaft.
Von 2019 bis 2023 war er in erster Amtszeit ukrainischer Nationaltrainer. Bei der Europameisterschaft 2022 wurde er mit der Mannschaft Elfter. Ende Dezember 2024 wurde er abermals Cheftrainer der ukrainischen Nationalmannschaft.

### Erfolge als Trainer
- Sieger der European North Basketball League 2025 (mit CSO Voluntari)
- Rumänischer Pokalsieger 2025 (mit CSO Voluntari)
- Israelischer Pokalsieger 2017 (mit Maccabi Tel Aviv)
- Ukrainischer Meister 2013 und 2014 (mit BK Budiwelnyk Kiew)
- Litauischer Meister 2006 (mit Žalgiris Kaunas)